# Cantone di Luzy
Il Cantone di Luzy è una divisione amministrativa dell'arrondissement di Château-Chinon (Ville).
A seguito della riforma approvata con decreto del 18 febbraio 2014, che ha avuto attuazione dopo le elezioni dipartimentali del 2015, è passato da 12 a 32 comuni.

## Composizione
I 12 comuni facenti parte prima della riforma del 2014 erano:
- Avrée
- Chiddes
- Fléty
- Lanty
- Larochemillay
- Luzy
- Millay
- Poil
- Rémilly
- Savigny-Poil-Fol
- Sémelay
- Tazilly

Dal 2015 i comuni appartenenti al cantone sono i seguenti 32:
- Avrée
- Cercy-la-Tour
- Charrin
- Chiddes
- Fléty
- Fours
- Isenay
- Lanty
- Larochemillay
- Luzy
- Maux
- Millay
- Montambert
- Montaron
- Montigny-sur-Canne
- Moulins-Engilbert
- La Nocle-Maulaix
- Poil
- Préporché
- Rémilly
- Saint-Gratien-Savigny
- Saint-Hilaire-Fontaine
- Saint-Honoré-les-Bains
- Saint-Seine
- Savigny-Poil-Fol
- Sémelay
- Sermages
- Tazilly
- Ternant
- Thaix
- Vandenesse
- Villapourçon